# Aysha chicama
Aysha chicama är en spindelart som beskrevs av Antonio D. Brescovit 1992. Aysha chicama ingår i släktet Aysha och familjen spökspindlar. Inga underarter finns listade.